# Igarapé Caipuru
O igarapé Caipuru é um igarapé que banha o município de Oriximiná, no estado do Pará, no Brasil.

## Etimologia
"Caipuru" é um termo derivado da língua geral setentrional: significa "caí enfeitado", a partir da junção de caí, "caí" e puru, "enfeitado".